# Chiusura geometrica a blocco oscillante
La chiusura geometrica a blocco oscillante è un metodo di bloccaggio usato nell'azionamento del rinculo corto per le pistole semiautomatiche
È stata usata per la prima dalla Walther per la produzione della Walther P38. Successivamente è stata utilizzata nella Beretta M51 ed in altri modelli come la Beretta 92 e le relative varianti 96/98.